# Liliana Merlo
Liliana Maria Antonieta Dolores Merlo (16 tháng chín, năm 1925 - 17 tháng mười, năm 2002) là một vũ công người Argentina, biên đạo múa, giáo viên khiêu vũ và nhà quảng bá văn hóa.
Bà sinh tại Buenos Aires, Argentina, và đã trở thành một người tiên phong trong nghệ thuật ba-lê cổ điển tại Abruzzo.  Bà tạ thế tại Teramo, Ý, hưởng thọ 77 tuổi.

## Các tác phẩm vũ đạo chính
- 1951 - Pedro y el Lobo
- 1956 - Sinfonia perpetua
- 1962 - Le Coefore
- 1962 - Egloga abruzzese
- 1963 - Biancaneve e i sette nani
- 1970 - Quadri di una esposizione
- 1973 - La Contestazione
- 1973 - Magnificat – Otto momenti della storia dell’uomo
- 1975 - Una notte sul Monte Calvo
- 1976 - Scherzo in Quattro Tempi
- 1976 - Zingaresca
- 1977 - Capitan Spaventa
- 1977 - Fantasia in Tre movimenti
- 1977 - Sinfonia coreografica
- 1978 - Classico o Moderno?
- 1978 - Toccata
- 1978 - Le Troiane
- 1979 - Capriccio spagnolo
- 1979 - Morte di un pianeta
- 1979 - Quadri di una esposizione
- 1980 - Construction in metal
- 1980 - Scherzo all’italiana
- 1981 - Danza moresca
- 1981 - Grandi Variazioni
- 1982 -  Concerto per pianoforte e orchestra n.5
- 1982 - In the Sky
- 1982 - Watch Time
- 1983 - Preludio Op.23 n.5
- 1985 - Concerto per 4 pianoforti
- 1986 - Tangata del Alba
- 1987 - Danze ungheresi
- 1989 - Sinfonia classica
- 1990 - Music of Changes
- 1991 - Divertimento n.1 in Re magg
- 1993 - Concerto per violino
- 1994 - Watermark – Cursum perficio
- 1997 - Allegretto scherzando
- 1998 - Cenerentola'.
- 1999 - Coppelia
- 2000 - Ombre e Presenze
- 2001 - Canto alla Luna
- 2002 - La bella addormentata nel bosco